# Słodowiec (stacja metra)

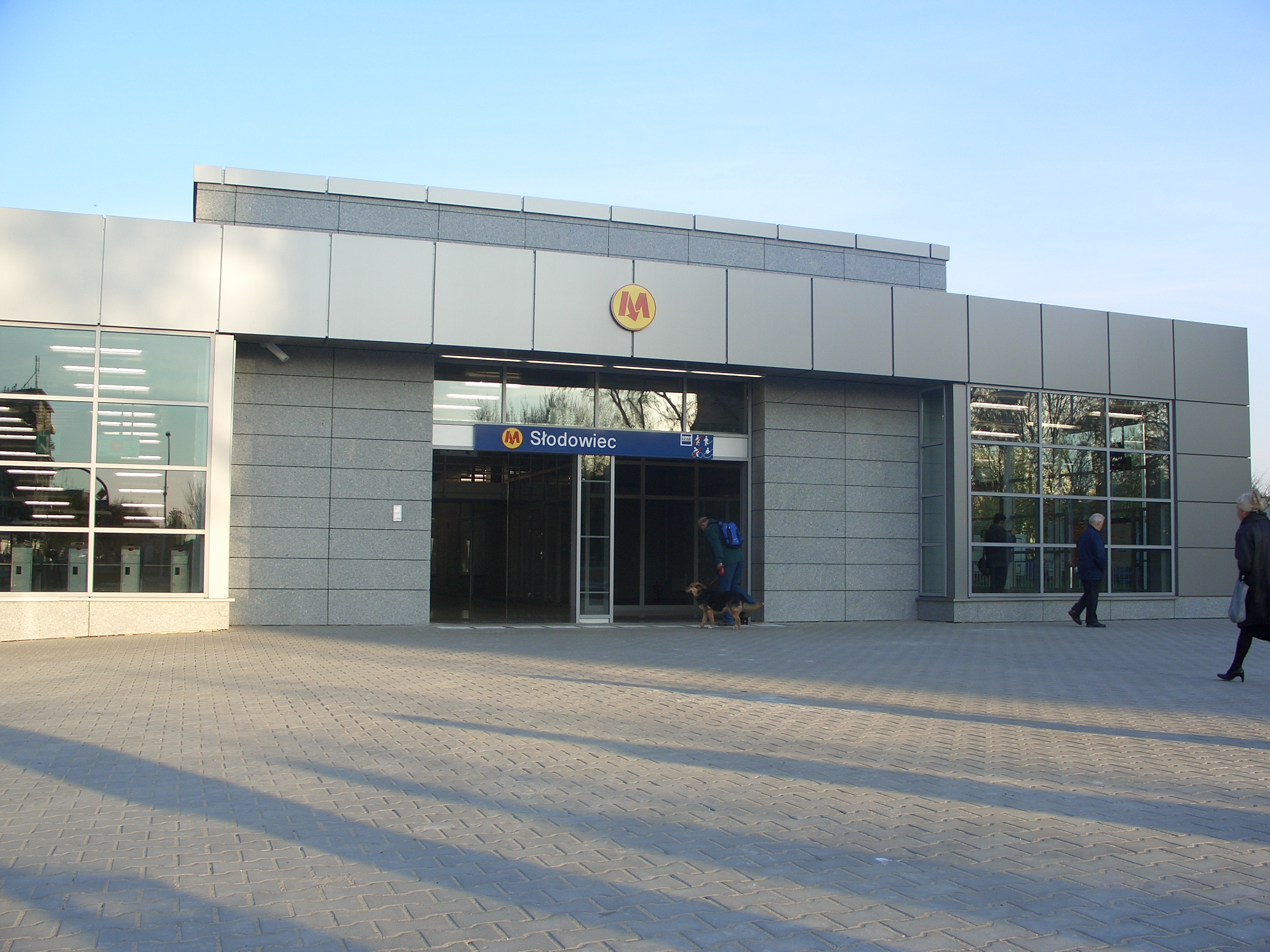
Wejście do stacji Słodowiec

Słodowiec (dawna nazwa: Park Kaskada) – stacja linii M1 metra w Warszawie zlokalizowana przy ulicy Jana Kasprowicza, w sąsiedztwie ulic Stefana Żeromskiego i Marymonckiej.
Stacja została otwarta dla ruchu pasażerskiego 23 kwietnia 2008 o godzinie 10:25.

## Opis stacji
Pierwotnie nosiła nazwę Park Kaskada.
Stacja posiada jedną kondygnację podziemną, do której prowadzą schody z 2 pawilonów naziemnych mieszczących wejścia. Położona jest najpłycej na pierwszej linii metra.
Perony, szerokości 4,5 metra każdy, są rozmieszczone po bokach stacji, a tory metra pośrodku (podobne rozwiązanie jest już na stacji metra Centrum oraz na dalszych stacjach bielańskiego odcinka metra). Stacja jest częściowo położona pod ulicą Kasprowicza, blisko ulic Żeromskiego oraz Marymonckiej. Jej północne wejście jest położone przy ulicy Sacharowa. Wejściem do stacji jest murowany budynek z rozsuwanymi drzwiami, a nie jak na wcześniejszych stacjach zadaszona wiata. Po obu stronach peronu rozmieszczone są schody stałe oraz schody ruchome. Bielański odcinek metra Słodowiec – Młociny został zbudowany metodą odkrywkową.

## Dane techniczne
- Długość stacji – 155 m
- Zagłębienie – 7,3 m poniżej poziomu terenu.
- Za stacją znajduje się zwrotnica umożliwiająca zawracanie pociągów, kiedy nie była ukończona cała linia. Tor manewrowy ma długość 207 m. Z powodu zmieniania kierunku jazdy tylko przez jeden skład jednocześnie, powodowało to ograniczenia w częstotliwości ruchu pociągów. W godzinach szczytu w manewrach pomagał drugi maszynista.

## Terminy
- Data rozstrzygnięcia przetargu – 13 września 2005. Przetarg na budowę tuneli i stacji wygrało konsorcjum PRG Metro/PeBeKa.
- Data zawarcia umowy – 5 kwietnia 2006
- Data rozpoczęcia budowy – maj 2006
- Data zakończenia budowy – luty 2008
- Data otwarcia: 23 kwietnia 2008[1]
- Czas realizacji zamówienia – 17 i pół miesiąca.
- Firma mogłaby rozpocząć prace pół roku wcześniej, gdyby nie protesty Hydrobudowy 6. W dniu 28 marca 2006 sąd okręgowy odrzucił protest (zaskarżenie niekorzystnej decyzji Urzędu Zamówień Publicznych).
- Koszt budowy stacji i tuneli – 241 901 534 zł.